# Wadi Zered

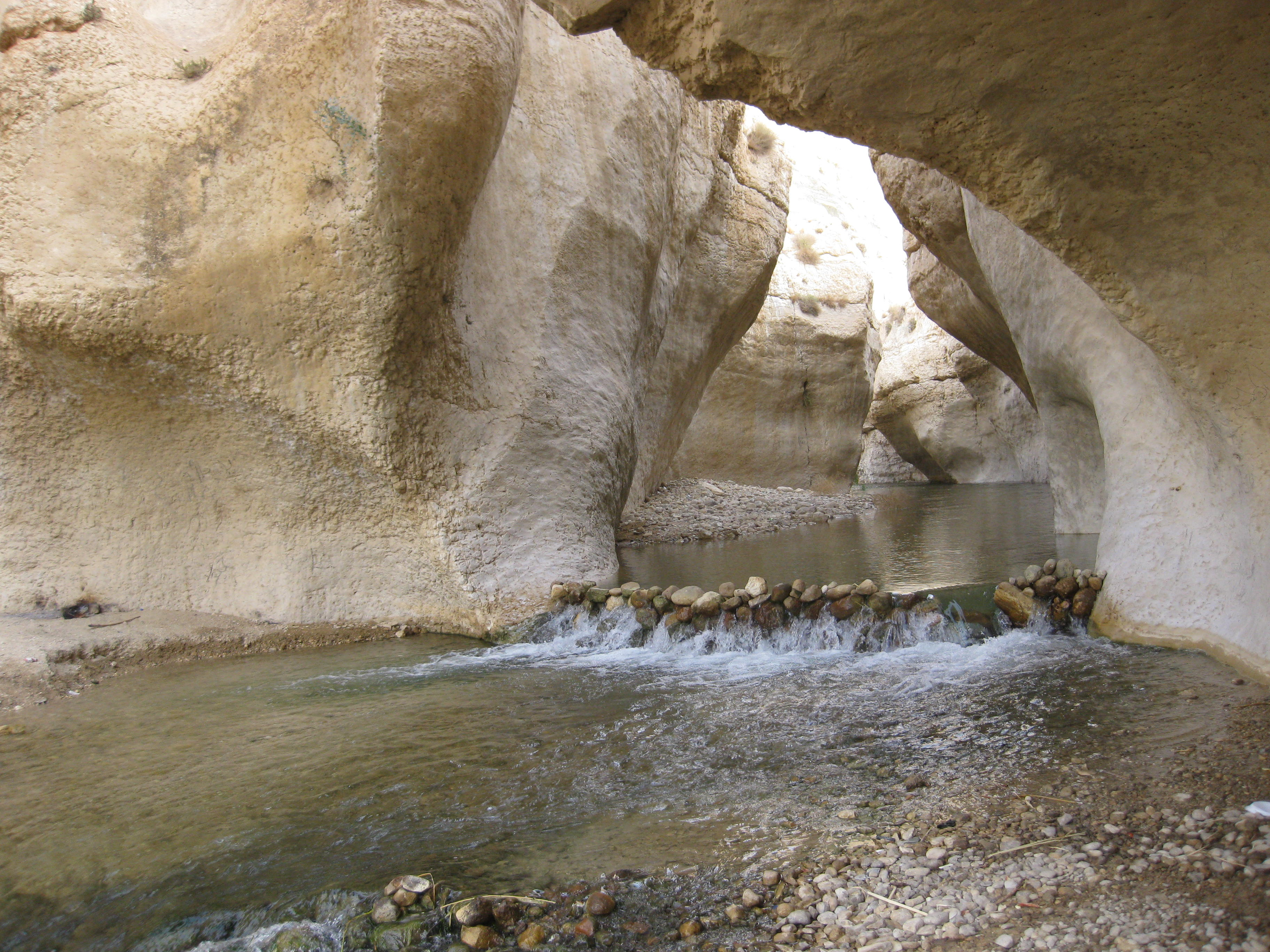
Waaterval in de 'kalksteen-canyon' van Wadi Zered

De Wadi Zered is een wadi in het westen van Jordanië, ten oosten van de Dode Zee. In Jordanië is dit rivierdal ook bekend onder de Arabische naam Wadi Hasa. Het is de op een na langste wadi in Jordanië. De totale lengte bedraagt ca. 15 km. De rivier ontspringt bij het dorp El-Hasa en mondt uit in de Dode Zee. De wadi is onder meer bekend door zijn talrijke warmwaterbronnen.
In Bijbelse tijden was deze vallei de grens tussen het land van de Moabieten en Edom. In het Bijbelboek Numeri wordt gezegd dat de Israëlieten kampeerden bij de beek van Zered. Ook in het boek Deuteronomium kan men een referentie naar de Zeredvallei vinden.